# Alpinia hansenii
Alpinia hansenii är en enhjärtbladig växtart som beskrevs av Rosemary Margaret Smith. Alpinia hansenii ingår i släktet Alpinia och familjen Zingiberaceae. Inga underarter finns listade i Catalogue of Life.